# پاروتیدکتومی
پاروتیدکتومی (انگلیسی: Parotidectomy) عمل جراحی برداشتن غده بناگوشی (پاروتید) است. غده بناگوشی بزرگ‌ترین غده بزاقی و مهم‌ترین غده تولیدکننده بزاق بدن است. عمل پاروتیدکتومی در پی ایجاد تومور (نئوپلاسم) و رشد سریع و غیرطبیعی سلول‌ها در این غده انجام می‌شود. نئوپلاسم‌ها می‌توانند خوش‌خیم (غیر سرطانی) یا بدخیم (سرطانی) باشند. بیشتر تومورهای غده بناگوشی خوش‌خیم هستند، با این وجود ۲۰ درصد تومورهای این غده بدخیم هستند. عمل پاروتیدکتومی بیشتر توسط جراح فک و صورت و جراح گوش و حلق و بینی انجام می‌شود.